# Campionati mondiali di nuoto in vasca corta 2010 - 400 metri misti femminili
Le qualifiche per la finale si sono svolte la mattina del 15 dicembre 2010, mentre la finale si è svolta la sera dello stesso giorno.

## Medaglie
| Posizione | Atleta                 | Paese  |
| --------- | ---------------------- | ------ |
| Oro       | Mireia Belmonte Garcia | Spagna |
| Argento   | Shiwen Ye              | Cina   |
| Bronzo    | Xuanxu Li              | Cina   |

## Record
Prima della manifestazione il record del mondo (RM) e il record dei campionati (RC) erano i seguenti:
| Record mondiale       | 4:21.04 | Julia Smit Stati Uniti   | 18 dicembre 2009 Manchester, Regno Unito |
| Record dei campionati | 4:26.52 | Kirsty Coventry Zimbabwe | 9 aprile 2008 Manchester, Regno Unito    |

Durante la competizione sono stati migliorati i seguenti record:
| Data        | Evento | Atleta                 | Nazione | Tempo   | Record                |
| ----------- | ------ | ---------------------- | ------- | ------- | --------------------- |
| 15 dicembre | Finale | Mireia Belmonte Garcia | Spagna  | 4:24.21 | Record dei campionati |

## Risultati batterie
| Pos. | Atleta                   | Nazionalità   | Tempo        | Batteria     | Corsia       | Note         |
| ---- | ------------------------ | ------------- | ------------ | ------------ | ------------ | ------------ |
| 1    | Zsuzsanna Jakabos        | Ungheria      | 4:30.92      | 4            | 5            |              |
| 2    | Hannah Miley             | Regno Unito   | 4:31.04      | 4            | 4            |              |
| 3    | Shiwen Ye                | Cina          | 4:31.90      | 2            | 4            |              |
| 4    | Xuanxu Li                | Cina          | 4:32.16      | 1            | 6            |              |
| 5    | Mireia Belmonte Garcia   | Spagna        | 4:32.37      | 3            | 4            |              |
| 6    | Ariana Kukors            | Stati Uniti   | 4:33.64      | 2            | 5            |              |
| 7    | Barbora Zavadova         | Rep. Ceca     | 4:33.74      | 4            | 3            |              |
| 8    | Maiko Fujino             | Giappone      | 4:35.60      | 3            | 3            |              |
| 9    | Dagny Knutson            | Stati Uniti   | 4:35.91      | 2            | 6            |              |
| 10   | Katheryn Anne Meaklim    | Sudafrica     | 4:36.93      | 3            | 7            |              |
| 11   | Stina Gardell            | Svezia        | 4:37.68      | 2            | 3            |              |
| 12   | Jessica Evelyn Pengelly  | Sudafrica     | 4:39.08      | 4            | 6            |              |
| 13   | Sara Thydén              | Svezia        | 4:39.58      | 3            | 6            |              |
| 14   | Sara Nordenstam          | Norvegia      | 4:39.84      | 3            | 2            |              |
| 15   | Ekaterina Andreeva       | Russia        | 4:42.22      | 2            | 2            |              |
| 16   | Sarra Lajnef             | Tunisia       | 4:45.40      | 2            | 7            |              |
| 17   | WanJung Cheng            | Taipei cinese | 4:47.55      | 4            | 2            |              |
| 18   | Sara El Bekri            | Marocco       | 4:48.22      | 3            | 8            |              |
| 19   | Georgina Bardach         | Argentina     | 4:50.12      | 4            | 7            |              |
| 20   | Patarawadee Kittiya      | Thailandia    | 4:53.05      | 2            | 1            |              |
| 21   | Ranohon Amanova          | Uzbekistan    | 4:54.87      | 4            | 1            |              |
| 22   | Samantha Arevalo Salinas | Ecuador       | 4:55.16      | 3            | 1            |              |
| 23   | Patricia Quevedo         | Perù          | 4:58.88      | 1            | 4            |              |
| 24   | Meagan Lim               | Singapore     | 5:01.08      | 4            | 8            |              |
| 25   | Lara Butler              | Isole Cayman  | 5:08.33      | 2            | 8            |              |
| 26   | Elodie Poo Cheong        | Mauritius     | 5:10.77      | 1            | 5            |              |
| 27   | Anum Bandey              | Pakistan      | 5:33.05      | 1            | 3            |              |
|      | Anja Klinar              | Slovenia      | squalificata | squalificata | squalificata | squalificata |

## Finale
| Pos. | Atleta                 | Nazionalità | Tempo   | Corsia | Note                  |
| ---- | ---------------------- | ----------- | ------- | ------ | --------------------- |
|      | Mireia Belmonte Garcia | Spagna      | 4:24.21 | 2      | Record dei campionati |
|      | Shiwen Ye              | Cina        | 4:24.55 | 3      |                       |
|      | Xuanxu Li              | Cina        | 4:29.05 | 6      |                       |
| 4    | Hannah Miley           | Regno Unito | 4:29.77 | 5      |                       |
| 5    | Zsuzsanna Jakabos      | Ungheria    | 4:30.44 | 4      |                       |
| 6    | Ariana Kukors          | Stati Uniti | 4:31.01 | 7      |                       |
| 7    | Barbora Zavadova       | Rep. Ceca   | 4:35.01 | 1      |                       |
| 8    | Maiko Fujino           | Giappone    | 4:36.16 | 8      |                       |